# IC 1127
IC 1127 — галактика типу Sd () у сузір'ї Змія.
Цей об'єкт міститься в оригінальній редакції індексного каталогу.